# Multiple Equivalent Simultaneous Offers
Le Multiple Equivalent Simultaneous Offers (MESO) rappresentano una strategia negoziale in cui vengono presentati più pacchetti di offerte equivalenti simultaneamente. Questa tattica, spesso utilizzata nelle negoziazioni multi-variabili, è stata proposta come una soluzione per risolvere il cosiddetto dilemma del negoziatore, ovvero la difficoltà di bilanciare l’approccio competitivo con quello cooperativo. È studiata soprattutto in ambito di negoziazione e mediazione dei conflitti.

## Contesto e origini
La negoziazione è un elemento essenziale delle interazioni umane, sia per semplici attività quotidiane che per situazioni più complesse come trattative internazionali. Fin dall’antica Grecia, si sono condotti studi sulle dinamiche interattive basate su modelli matematici e strategie razionali, ma è stato con la Teoria dei giochi, sviluppata da John von Neumann nel XX secolo, che si sono poste le basi moderne della negoziazione strategica.

## Il dilemma del negoziatore
Un tema centrale nella negoziazione è il dilemma del prigioniero, un modello della Teoria dei Giochi che illustra come i negoziatori spesso si trovino indecisi tra approcci competitivi e collaborativi. Da qui deriva il dilemma del negoziatore: scegliere se focalizzarsi su un massimo vantaggio personale a breve termine o cooperare per ottenere benefici condivisi a lungo termine.

## Le MESO come soluzione
La MESO è stata proposta come soluzione a questo dilemma, offrendo alla controparte diverse opzioni, tutte di valore equivalente per l’offerente. Questa strategia permette di raccogliere informazioni su quali proposte siano maggiormente preferite dalla controparte, senza compromettere il proprio vantaggio negoziale.
Uno dei principali studi sulle MESO, condotto da G.J. Leonardelli et alii, evidenzia che questa tecnica riduce il rischio che la controparte respinga subito l'offerta o faccia una controproposta estrema, migliorando così le relazioni tra i negoziatori e gli esiti economici complessivi.

## Vantaggi e applicazioni
L’uso delle MESO comporta diversi benefici:
1. Flessibilità percepita: presentare più offerte indica apertura e collaborazione.
2. Effetto di ancoraggio: le controproposte tendono ad allinearsi alle opzioni presentate, mantenendo il negoziato entro valori desiderati.
3. Migliore relazione: il destinatario percepisce maggiore sincerità e collaborazione, migliorando così il clima negoziale.

Le MESO si applicano particolarmente in negoziazioni multi-tematiche dove le parti trattano su più questioni e hanno priorità diverse, facilitando il raggiungimento di un accordo vantaggioso per entrambe le parti.

## Critiche e limiti
Nonostante i vantaggi, le MESO possono risultare complesse da gestire, soprattutto se si presentano troppe opzioni, rischiando di complicare ulteriormente la negoziazione. Inoltre, il loro successo dipende molto dalla capacità del negoziatore di identificare correttamente le preferenze della controparte e di calibrare le offerte.